# Лунка Маркушулуј (Ковасна)
Лунка Маркушулуј (рум. Lunca Mărcușului) насеље је у Румунији у округу Ковасна у општини Добарлау. Oпштина се налази на надморској висини од 509 m.

## Становништво
Према подацима из 2002. године у насељу је живело 422 становника, од којих су сви румунске националности.